# 야생동물밀수

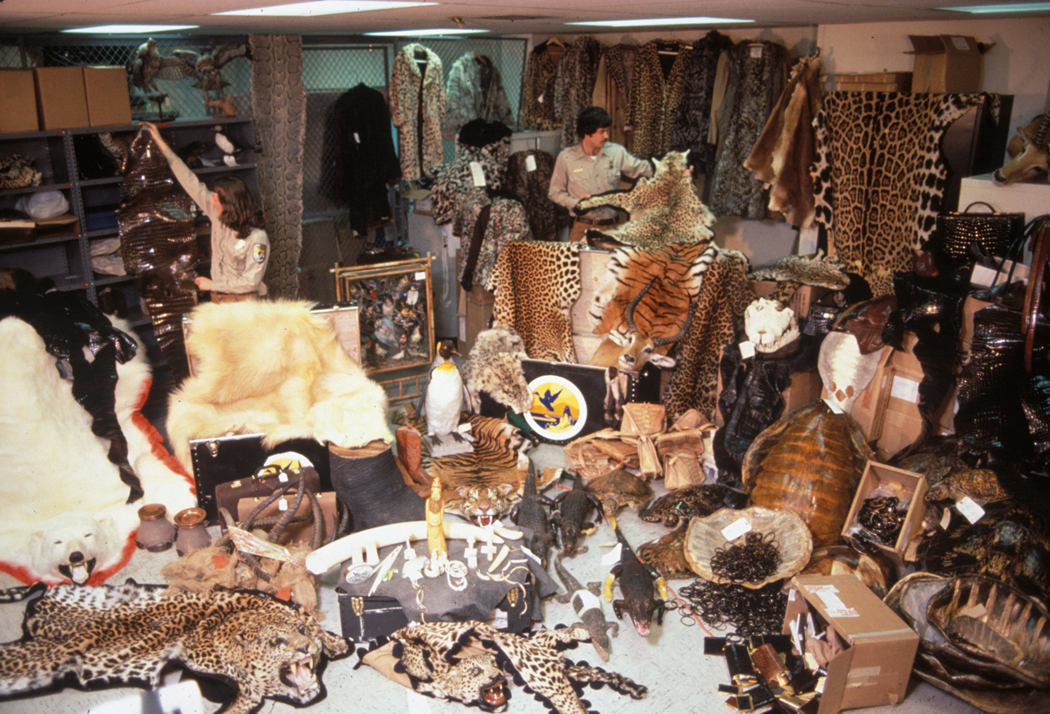
JFK 공항의 야생동물 몰수 제품

야생동물 밀매는 동물과 그들의 파생상품의 불법적인 수집, 운송, 유통을 포함한다. 이것은 국제적으로든 국내적으로든 가능하다. 야생동물 밀수에 의해 창출되는 돈의 추정치는 부분적으로 그것의 불법성 때문에 다양하다. "미 국무부에 따르면 야생동물 밀수는 연간 78억 달러에서 100억 달러로 추산된다. 미 국무부는 야생동물 밀거래를 세계에서 세 번째로 가치 있는 불법거래로 꼽는다." 그러한 활동의 불법성은 관련 돈의 액수를 결정하는 것을 엄청나게 어렵게 만든다. 불법 목재와 어업을 고려할 때 야생동물 밀수는 마약, 인신매매, 위조 상품과 함께 주요 불법 거래다.
무역이 요구하는 상품으로는 동물들의 엄니, 지느러미, 껍질, 조개, 뿔, 내장 등으로 만든 이국적인 애완동물, 음식, 전통의학, 의복, 보석 등이 있다. 밀수입 야생동물은 세계적으로 증가하는 수요로 미국, 중국, 유럽연합(EU)이 가장 수요가 많은 곳으로 추정된다.

## 문화
불법 야생동물 밀거래의 핵심에는 야생동물고기, 전통 한약재 재료, 외래 애완동물, 보석, 장신구, 체스 세트와 같은 액세서리, 코트부터 전통의상에 이르는 용도의 모피, 트로피 등 전 세계적으로 강력하고 빠르게 증가하는 다양한 제품에 대한 수요가 있다. 일부 문화에 의해 단백질의 주요 공급원으로 사용되는 야생동물들을 제외하고, 불법적으로 취득한 야생동물들의 이러한 이용은 모두 전리품이며, 다른 사람들보다 더 부유하고 모험적이며 성공적이라고 보여지려는 욕구에 의해 추진된다.
아프리카의 많은 지역에서, 불법 야생동물에 대한 주된 수요는 야생동물의 소비에서 온다. 야생동물은 단백질의 원천으로 선호되고 영장류는 별미로 여겨진다. 밀수를 통해 아프리카에서만 매년 최대 4만 마리의 원숭이가 죽임을 당하고 결국 소비되는 것으로 알려져 있다. 많은 영장류들은 아프리카, 유럽, 미국 전역의 시장에 공급되는 야생 동물고기 사냥꾼들에 의해 죽임을 당한다.
코뿔소 뿔, 호랑이 뼈 및 기타 동물 제품에 대한 많은 수요는 열, 통풍 및 기타 질병을 치료하기 위해 이러한 성분을 사용하는 전통 한의학에서 발생한다 건강과 장수를 유지하다; 성적 효력을 높이다. 전통적인 중국 약은 수억 명의 사람들이 복용한다. 예를 들어 일부 개업자들은 일반적으로 호랑이 뼈로 만든 값비싼 액체를 마시며 혈액순환을 개선하고 관절염을 치료하며 몸을 튼튼하게 한다. 호랑이 뼈와 그것들로 만든 제품들의 판매는 주제에 존재할 수 있는 혼란의 한 예다. 뼈의 판매는 1993년 중국에서 금지되었다. 그러나 2005년에 설립된 시범 프로그램은 포획된 닭을 위해 뼈를 사용하는 것을 허용한다. 이는 뼈의 합법적인 획득 여부에 대한 구매자들의 마음의 혼란을 야기할 수 있다. 그럼에도 불구하고 2011년 국영 TV 채널에서 호골주를 광고하고 언론인이 호골주를 판매하는 경매에 참석했음에도 불구하고, 중국에서는 호골주를 합법적으로 판매할 수 없다. 중국 전통 의약품의 많은 수가, 비록 그들에 대한 수요가 계속해서 크게 확대되고 있고 야생 생물의 피해를 입히고 있지만, 어떤 것도 치료하지 못한다.
그러나 세계에서 가장 많이 밀매된 동물은 판골린이다. 판골린은 지구상에서 유일한 비늘 포유동물이다. 지난 10년 동안, 백만 개 이상의 판골린이 그들의 비늘을 위해 밀렵되어 죽임을 당했다. 입증된 의학적 가치는 없지만 그 비늘은 전통 한의학에서 사용되며 중국과 베트남의 부유층에게는 특권으로 여겨진다.
외래 동물은 희귀한 동물이나 단순히 주인 지역에서 쉽게 구할 수 없는 동물로 소비자가 원하는 동물이다. 텔레비전 쇼와 영화는 특정 동물들을 인기 있게 만들 수 있다. 이러한 동물들 중 많은 동물들은 법적 출처로부터 얻을 수 있지만, 많은 동물들은 그들의 풍토적인 환경으로부터 포획되고, 국내와 국제 국경을 넘어 밀반입되고, 가족 집, 흉상, 또는 길가의 서커스에서 끝나게 된다. 수염을 기른 용이나 도마뱀과 같은 파충류와 주홍색 마코와 특정한 팔콘과 같은 새들은, 포획되고 팔린 동물들 중 가장 많은 부분을 차지한다. 세 발가락 나무늘보, 설탕 글라이더, 대초원 개, 고슴도치, 원숭이 그리고 다른 동물들을 포함한 이국적인 포유류들이 애완동물로 길러진다. "새들은 가장 흔한 밀수품이다; 국무부는 벌새에서 앵무새, 하피 독수리까지 2백만에서 5백만 마리의 야생 새들이 매년 전 세계적으로 불법으로 거래되고 있다고 추정한다." 호랑이는 인기있는 애완동물이다. 미국에서는 약 5,000마리에서 7,000마리의 호랑이가 사육되고 있다. 숫자의 범위는 일부 지역에서 필요한 보고서가 없는 데 따른 것이다. 이들 큰 고양이 중 400마리 미만이 미국 동물원과 수족관의 인정을 받은 동물원에 있으며 3200마리가 야생에서 살고 있다.
열대어나 사람 이외의 영장류 등의 동물도 이국적인 애완 동물 거래의 일부이다. 미국에는 아주 강력한 자연 동식물법이 있다. 상아는 미국에서 가장 가지고 들어가기 어려운 물건이다. 진주는 주 밖에서 사서 들여올 수 없다. 동물법이 있는 대부분의 나라들은 CITES의 원형을 사용한다. 만약 어떤 동물이 외부로 들어오는 동물 부분을 가지고 있다면, 미국은 그것을 수입하지 않을 것이다.

## 국제 야생동물 거래에 대한 비효율적인 모니터링
야생 생물의 국제 교역량은 어마어마하고 계속 증가하고 있다. 2012년 Harmonized System 관세 통계에 따르면, 야생 생물의 전 세계 수입액은 1,870억 달러에 달했고, 그 중 어업용 생필품은 1,113억 달러, 식물과 임금은 710억 달러, 비수산물 수입은 30억 달러를 차지했다.
그러나, 현재 전 세계의 세관에서 사용되고 있는 HS 코드 시스템의 제약에 의해, 야생생물의 세계 무역은 비효율적으로 감시, 계상되고 있다. 야생생물의 국제수입의 대부분은 식물이나 동물제품과 같은 일반적인 카테고리에만 기록되어 있어 분류상의 자세한 내용은 나타나 있지 않다(이는 구리나 철 등의 원소의 동일성을 기록하지 않고 금속을 수입하는 것과 같다). 일반적인 수입품목으로서는 식물 세계 수입의 약 50%, 동물제품의 70%가 수입되고 있는 것으로 추정되고 있지만, 수산업에서는 예외이다(ca.5%). 또한 양서류나 산호를 포함한 일부 빈번하게 거래되는 분류군에 대해서는 HS 코드가 존재하지 않기 때문에 전혀 고려되지 않고 있다.
많은 국가나 지역은 불법 야생생물 수입의 감찰과 기소 대해 선언된 HS코드에 의존하고 있다. HS코드의 특이성이 결여되어 있기 때문에 세계의 야생동물 거래의 효과적인 감시나 추적이 불가능하다. 세계적인 야생동물 거래의 감시와 집행을 강화하기 위해 조화 시스템의 개혁을 요구하는 소리가 높아지고 있다.

## 영향

### 경제
테러조직과 범죄조직의 구성원들은 무기 구입에 자금을 대고, 시민 분쟁 자금을 조달하고, 불법 출처로부터 돈을 세탁하기 위해 수억 마리의 동식물을 불법으로 거래한다. 이러한 초국가적인 노력에는 자금과 밀렵꾼, 프로세서, 밀수업자, 판매자 및 구매자의 네트워크가 필요하다. 2012년 차드와 콩고 공화국에서 발생한 살인적인 공격과 같은 잘 무장하고 고도로 조직화된 밀렵 활동이 큰 화제를 모았다. 이 항소는 부분적으로 마약 밀매에 비해 적발과 처벌의 위험이 낮다. 게다가, 밀매는 그러한 노력을 이끄는 사람들에게 상당한 이익을 가져다 줄 수 있다. 예를 들어, 마다가스카르의 플로우셰어 거북 한 마리(야생에 남은 것으로 추정되는 400마리)는 미화 24,000달러에 팔릴 수 있다.
상아는 일반적으로 거래되는 밀수품으로, 발송국에서는 거의 팔리지 않으며 도착국에서는 높은 가격에 팔린다. 가격은 원산지나 제품에 따라 크게 달라진다. 상아의 가격과 수요가 급격하게 증가하고 성장하여, 상아시장은 매우 수익성 좋은 시장이 되었다. 전세계적으로 2014년 상아의 불법 거래는 2007년의 두 배 이상이 되었다. 중국은 불법 상아의 최대 수입국이고 미국은 두 번째이다. 야생동물 보호단체인 Save the Elephants의 보고에 따르면, 중국에서 날 상아 가격은 kg당 2100달러이었다. 2010년부터 2012년 사이에, 매년 평균 3만 3000마리의 코끼리가 밀렵당하여 죽임을 당하고 있다. 야생동물의 밀수는 관광과 개발 기회를 잃는 등, 그것이 발생한 국가에 경제적인 비용을 초래한다.

### 건강
동물에 의한 질병의 확산은 인간의 건강뿐만 아니라 토착 야생 동물과 자연 생태계를 위협하고 있다. 미국 연방회계관리국에 따르면, 인간에게 전염되는 새로운 질병의 거의 75%가 동물로부터 발생한다고 한다. 야생 동물 매매가 질병 발생과의 연관성을 의심하지만, 어떤 질병 발생은 밀매 동물과의 연관성을 의심받는다.

#### 질병은 야생동물 밀수에 의해 발생되고 확산되었다고 믿는다.
- 사스(SARS중증급성호흡기증후군)는 바이러스에 의해 발생되며 인간과 야생동물 모두에게 감염된다. 전문가들은 사스 바이러스가 중국에서 발생한 원인을 사향고양이(중국 무역에서 흔히 볼 수 있는 야생 고양이)와 인간이 접촉했기 때문으로 추측하고 있다.
- 조류인플루엔자(H5N1)는 고병원성 바이러스에 의해 발생한다. 그것은 감염된 볏매와 다른 야생 조류와의 접촉을 통해 인간을 감염시킬 수 있지만,[43] 또한 가금류와 접촉함으로써 전염될 수도 있다.
- 수두는 아프리카의 야생 동물에 보이는 전염병으로, 인간에게도 감염될 가능성이 있다.
- 에볼라 바이러스는 야생 동물(침팬지, 원숭이, 고릴라, 박쥐 등)에서 인간에 감염되는 희귀 감염증이다. 바이러스 감염은 보통 감염된 동물의 섭취, 접근, 또는 액체 접촉에 의해 발생한다.[44]

#### 야생동물 밀수의 대상인 동물종과 연관된 질병
- 헤르페스 B 바이러스는 원숭이에게 볼 수 있는 바이러스로, 극히 드문 케이스로 물리거나 상처를 입거나 하는 것으로 인간에게 감염된다. 노출 후 바로 치료하지 않으면 감염증 후에 심각한 뇌 손상이나 사망이 일어날 가능성이 있다.[45][46]
- 살모넬라 감염은 설사, 발열, 복부 경련을 일으킬 수 있다. 감염은 거북이[47], 턱수염을 기른 용 그리고 다른 파충류와의 접촉과 관련이 있다.

### 환경
야생동물 밀수는 다른 생태계의 생물 다양성에 직접적인 영향을 미친다. 어떤 동물들은 밀수꾼들에 의해 수요가 증가하여, 그들의 본래의 서식지에서 이러한 종의 눈에 띄게 감소하게 된다. 야생동물 밀수는 또한 생태계에 침습적이고 해로운 종의 유입을 유발할 수 있는데, 이것은 종들 간의 특정한 경쟁을 통해 환경자원에 부담을 줌으로써 토착 야생동물을 위험에 빠뜨릴 수 있다. 지난 100년 동안 밀렵과 불법 밀수로 인해 약 20마리의 동물들이 멸종되었다. 서아프리카 흑코뿔소, 피레난 아이벡스, 여객 비둘기... 불행하게도, 밀렵과 불법 사냥은 쟁기류 거북이, 붉은 앞면 마카와 같은 새로운 7종의 멸종으로 이어질 수 있다.

## 국제 통제 조치
상호 연결된 세계화의 진전은 다양한 제품에서부터 이국적인 동물 제품에까지 이르는 다종 다양한 제품의 국제 무역이 증가시킨다. 여전히 국제 외래 동물 시장에 아직 참가하고 있는 무역업자들과 소비자들은 우리의 환경이나 생태계를 파괴하는 데 따르는 유해한 영향을 무시하고 대신 금전적인 이익이나 하이패션 등의 개인 소비자의 이익을 우선한다. 일부의 사람들과 그룹은, 이러한 선택을 유지하거나 용인하거나 할 수 없다고 느끼고 있다.
많은 종이 멸종위기종이 될 때까지 보호받지 못하기 때문에 늦은 보호는 생태계에서 생물 다양성의 큰 손실을 초래한다. 멸종위기종법(ESA) 등의 법률은 '멸종위기에 처해 있거나 위기에 처해 있는 물고기, 야생생물 및 식물의 종'을 보호, 보전하고 이들의 서식지를 유지하기 위한 국제적 규모의 인간 환경개입을 규제한다. 국제사회가 환경 피해의 감시·억제에 임하는 가운데, 유엔은 지속 가능한 개발 목표와 같은 주도권을 통해서, 보다 보호된 생식지나 생태계의 창조를 목표로 하고 있다.
야생생물의 매매는 동물의 권리를 박탈할 뿐만 아니라 세계의 환경, 사회, 경제 차원에서 세계를 위협하고 있는 국제적인 위기가 고조되고 있다. 그것은 불법적인 경제에 기여하여 인간의 복지에 해로운 영향을 끼치고 있다. COVID-19의 대유행은 중국 우한에 있는 외래 동물 "웻 마켓"에서 시작된 것으로 의심받고 있다. 멸종위기종법(ESA)은 이동종조약(CMS)이나 멸종위기종 야생동식물의 국제거래에 관한 협약(CITES)과 함께 국경을 초월한 범죄와 싸워 야생생물의 보호를 위해 공동으로 노력하는 것을 목적으로 한다. 이러한 법률을 위반한 경우의 벌칙은 위반 1건당 500달러 이하, 위반 1건당 25,000달러 이하의 벌금 또는 6개월 이하의 금고형이다. 이들 법률은 이러한 제한적인 벌칙과 광범위한 예외에 의해 약화되고 있다. 이러한 예외에는 '과학적 목적을 위해, 또는 영향을 받는 종의 전파 또는 생존을 촉진하기 위해 부당한 경제적 어려움…, 및 법 시행 전 멸종위기종의 부품 면제, 적용 및 인증, 규제, 매매계약의 유효성, 분리 가능성, 면제의 갱신, 갱신 증명서의 실효'가 포함된다.

### 야생동물 밀매 반대 연합
야생동물 밀매방지연합(CAWT)은 2005년 미 국무부가 야생동물과 야생동물의 불법거래를 종식시키기 위한 정부와 단체의 자발적인 연합으로 창설한 단체다. CAWT는 현재 6개의 정부와 13개의 국제 NGO를 포함하고 있다. 이들의 행동수단에는 수요억제를 위한 국민의식 제고, 공급을 제한하기 위한 국제법 집행 강화, 고위층의 정치적 지원 동원 노력 등이 포함되어 있다.

### 동남아국가연합 야생집행망
프리랜드 재단 및 TRAFFIC 동남아시아는, 2005년에 태국 정부 및 ASEAN와 공동으로 ASEAN 야생 생물 집행 네트워크(ASEAN-Wen)를 설립했다. ASEAN-WEN는, 국경을 초월한 협력을 감독해, ASEAN 10개국의 법집행력을 강화하는 것을 목표로 하고 있다. 세계 최대의 야생생물법 집행기관으로, 미국 국제개발청의 지원을 받고 있다.

### 남아시아 집행 네트워크
남아시아 집행 네트워크(SAWEN)는 CAWT와 TRAFFIC의 도움으로 만들어졌다. 2008년, 남아시아 환경장관들은 남아시아 협력 환경 프로그램의 지원 하에 SAWEN을 창설하기로 합의하였다. SAWEN 국가들은 아프가니스탄, 방글라데시, 부탄, 인도, 몰디브, 네팔, 파키스탄, 스리랑카를 포함한다.

#### 멸종위기종 국제무역협약
멸종위기 야생동식물의 국제거래에 관한 조약(CITES)은 야생생물의 밀수 공급 측에 노력을 기울인다. 야생생물의 밀수를 멈추고 국제무역이 멸종위기종을 위협하지 않도록 하는 것을 목적으로 한다. 예를 들어 낙타과 중에서 가장 작은 비크나는 양털을 대량으로 사냥당하여 멸종위기에 처해있었으나, 비크나족이 CITES의 보호하에 있은 후 그 수는 2008년까지 35만마리 감소했다.

## 나라별

### 호주
호주의 야생생물의 국제거래는 1999년 환경보호·생물다양성보전법 제13A부에 근거하여 규제되고 있다. 동일한 법률은 위협이 되는 생물 다양성이나 야생생물의 수입에 관한 CITES나 유엔 생물 다양성 조약의 규정을 실시하고 있다.

### 에콰도르
라틴 아메리카는 생물 다양성 때문에 야생 동물 밀수에 취약하다. 에콰도르 북부 약 1,770 평방 마일에 걸쳐 있는 야스니 국립공원과 주변 와오라니민족보호구역에는 약 4,000종의 식물, 거대한 강 수달을 포함한 수많은 동물, 400종 이상의 물고기, 그리고 500종 이상의 새들이 서식하고 있다. 비교하자면 미국에는 900종의 조류가 서식하고 있으며, 일반적으로 밀수입하는 선명한 황색 마카우, 이 황색 새는 흰 깃털을 가진 붉은색 마카우 등이 있다.라틴 아메리카에서 도둑맞은 동물은 구미나 일본에 도착하는 경우가 많다. 야생생물의 밀수를 금지하는 법률은 있으나 자원부족으로 보호의 우선 순위가 낮다.

## 다른 기사들(참고 항목)
- 야생 동식물의 국제 거래에 관한 협약 – 멸종위기종 국제무역협약
- 환경 범죄
- 레드리스트 – 국제자연보전연맹, 멸종위기종 목록
- 불법 침입
- 야생동물 보호
- 야생동물 관리
- 야생동물 사육
- 아시아의 야생동물 밀수 거점
- 야생동물 거래
- 남아프리카의 야생동물 밀반출
- 멸종위기종

## 같이 보기
- 멸종위기에 처한 야생동·식물의 국제거래에 관한 협약
- 환경 범죄
- IUCN 적색 목록
- 밀렵
- 야생생물보전
- 멸종위기종

## 참조
- Mastny, Lisa; French, Hillary (2002년 9월-10월). “지구본성의 범죄”. 《월드 워치 잡지》 15 (5). 2017년 9월 5일에 원본 문서에서 보존된 문서.
- “밀렵하는 미국 안보: 야생동물 불법거래의 영향”. 미국 정부 인쇄소. 2008년 3월 5일.